# Nhà thờ Thánh George ở Skalica
Nhà thờ Thánh George ở Skalica (tiếng Slovakia: Rotunda svätého Juraja v Skalica) là một trong những di tích lịch sử lâu đời nhất còn tồn tại từ thời Trung cổ ở thị trấn Skalica, vùng Trnava, Slovakia. Từ ngày 14 tháng 9 năm 1963, nhà thờ này nằm trong Danh sách Di tích Trung ương theo quyết định của Bộ Văn hóa Cộng hòa Slovakia. Nhà thờ cũng được công nhận là di tích văn hóa quốc gia vào năm 1970.

## Lịch sử
Nhà thờ có khả năng được xây dựng theo phong cách Romanesque vào thế kỷ 11, sau này mới được xây dựng lại theo phong cách Gothic và Baroque. Tòa nhà nhà thờ có hình trụ tròn. Ban đầu, nhà thờ còn thấp và có mái bằng. Sau khi vua Louis Đại đế thăng cấp làng Skalica thành một thị trấn hoàng gia vào năm 1372, các bức tường của nhà thờ được xây thêm để trông cao hơn. Đến năm 1650, mái vòm được xây dựng thay thế cho mái bằng cũ. Các bức bích họa trên tường nhà thờ được phục hồi vào năm 1996.

## Tranh tường
Những bức tranh tường ở nhà thờ có niên đại từ cuối thế kỷ 15, phác họa một truyền thuyết kể rằng Thánh George đã chiến đấu với một con rồng.